# Unión de grafos

Grafo formado por la unión de tres componentes conexas

En el campo matemático de la teoría de grafos, la unión disjunta de grafos o simplemente unión de grafos es una operación binaria entre grafos. Es la extensión de la unión conjuntista al campo de los grafos. Si los grafos son no-etiquetados, entonces es una operación asociativa y conmutativa.

## Definición formal
| Sean los grafos {\displaystyle G_{1}(V_{1},A_{1})\,} y {\displaystyle G_{2}(V_{2},A_{2})\,} y {\displaystyle V_{1}\cap V_{2}=\emptyset }, la unión de los grafos {\displaystyle G_{1}\cup G_{2}\,} da como resultado {\displaystyle G'(V',A')} donde {\displaystyle V'=V_{1}\cup V_{2}} y {\displaystyle A'=A_{1}\cup A_{2}\,}. |

donde V1 y V2 son conjuntos disjuntos.

## Componentes conexas
Todo grafo no-conexo se puede definir como la unión de sus partes llamadas componentes conexas. El ejemplo más claro son los bosques, que pueden ser definidos como la unión de sus grafos árboles. Y los pseudobosques